# Jüdischer Friedhof (Stromberg)

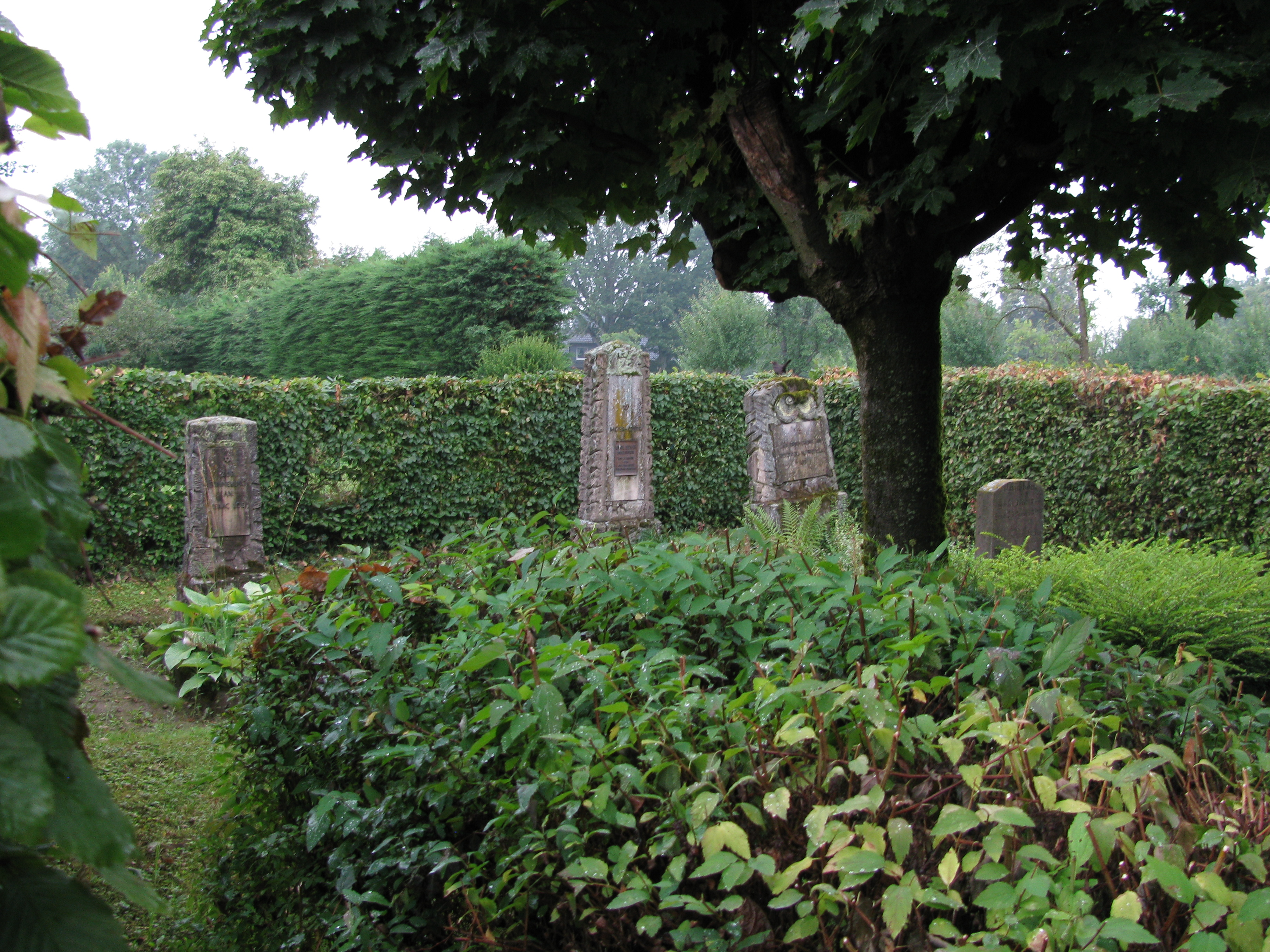
Jüdischer Friedhof Stromberg, hinter den Häusern Wiedenbrücker Tor 13 und 15

Der Jüdische Friedhof Stromberg befindet sich im Ortsteil Stromberg der Stadt Oelde im Kreis Warendorf in Nordrhein-Westfalen. Als jüdischer Friedhof ist er ein Baudenkmal und in der Denkmalliste eingetragen. Er wurde von 1829 bis 1940 belegt. Auf dem Friedhof hinter den Häusern Wiedenbrücker Tor 13 und 15 sind sieben Grabsteine erhalten. 